# Marcella d’Arle
Marcella d’Arle (* 30. Mai 1906 in Rom als Marcella Bochskandl; † 2. März 2002) war italienische Journalistin, Autorin von Kinderbüchern und Reiseberichten und eine profunde Kennerin des islamischen Raumes. Sie wagte sich als Christin unter Lebensgefahr in die für Nicht-Moslems verbotene Stadt Mekka.

## Leben
Marcella d’Arle wurde in Rom geboren. Nach ihrer Heirat lebte sie in Wien und arbeitete als Journalistin für Tageszeitungen wie Kurier und Presse und die Wiener Illustrierte. Sie bereiste in den 50er und 60er-Jahren alle Kontinente und im Speziellen den Nahen Osten. Ihre Recherchen über einen sizilianischen Mafia-Boss brachten ihr einen Tag Gefängnis und ein Einreiseverbot nach Italien ein.

## Literarisches Werk (Auswahl)
Ihr literarisches Werk vermittelt die intimen Kenntnisse der Autorin über das islamische Leben. Sie war Gast in prinzlichen Harems, kannte aber ebenso das Leben und Denken der einfachen Leute.

## Werke
- Lange Fahrt. Roman. Zsolnay, Berlin u. a. 1939.
- Eva. Mutter der Welt. Ein Buch vom Glück der Frauen. Zsolnay, Berlin u. a. 1941.
- Auswanderer. Roman. Müller, Wien 1947.
- Reise ins Licht. Roman. Luckmann, Wien 1947.
- Dunkle Kräfte. Roman. A. Swoboda & Söhne, Wien 1948.
- Frau unter fremden Frauen. Mit Zeichnungen von Hans Robert Pippal. Europa-Verlag, Wien u. a. 1955.
- Ich war in Mekka. Unter Fremdenlegionären, Haschisch-Schmugglern und Pilgern. Europa-Verlag, Wien u. a. 1958.
- Kadischa. Aus dem Leben eines Berbermädchens. Illustriert von Heinz Stieger. Verlag für Jugend und Volk, Wien 1960 (Jugendbuch).
- Drei Mädchen in Salerno. Zeichnungen von Max Bollwage. Ueberreuter, Wien u. a. 1962 (Jugendbuch).
- El Harem. Roman aus Saudi-Arabien. Universitas-Verlag, Berlin 1964.
- Der Bettlerjunge von Tanger. Ein Jugendroman. Ausstattung von Sita Jucker. Benziger, Einsiedeln u. a. 1965.
- Zelte in der roten Wüste. Benziger, Zürich u. a. 1970.
- Die Herzogin von Amalfi. Roman. Omnibus Verlag, Wien 1979 (Omnibus Taschenbücher 3738), siehe auch Pogerola.